# Jordan Peele
Jordan Haworth Peele (n. 21 februarie 1979, New York City, New York, SUA) este un regizor, actor, scenarist, comedian și producător de film afroamerican, laureat al premiului Oscar. Acesta a scris, regizat și  produs filmul Fugi!. De asemenea, a mai fost unul dintre producătorii filmului Agent ProvoKkKator.

## Filmografie
Ca producător de film
| An   | Titlu            | regizor | scenarist | producător | Distribuitor          | Note        |
| ---- | ---------------- | ------- | --------- | ---------- | --------------------- | ----------- |
| 2016 | Keanu            | Nu      | Da        | Da         | Warner Bros. Pictures |             |
| 2017 | Fugi!            | Da      | Da        | Da         | Universal Pictures    |             |
| 2018 | BlacKkKlansman   | Nu      | Nu        | Da         | Focus Features        |             |
| 2019 | Noi              | Da      | Da        | Da         | Universal Pictures    |             |
| 2021 | Candyman         | Nu      | Da        | Da         | Universal Pictures    |             |
| 2022 | Nope             | Da      | Da        | Da         | Universal Pictures    | [ 5 ] [ 6 ] |
| 2022 | Wendell and Wild | Nu      | Da        | Da         | Netflix               |             |